# Institut National des Jeunes Aveugles

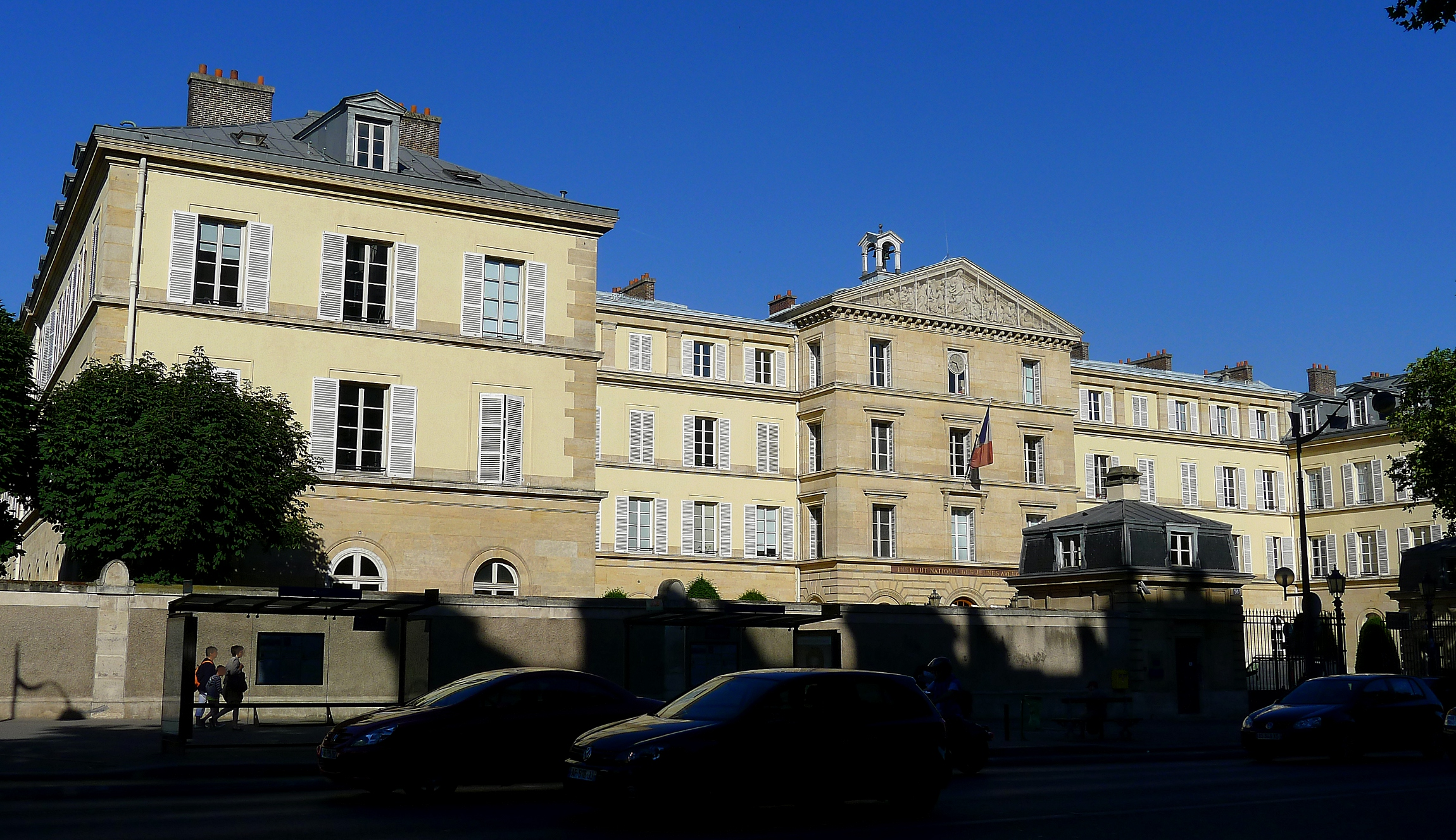
Das Institut National des Jeunes Aveugles in Paris

Institut National des Jeunes Aveugles (INJA) oder Institut Royal des Jeunes Aveugles ist das Nationale Institut für junge Blinde in Paris. Es ist die weltweit erste Blindenschule mit Musikkonservatorium und diente als Modell und Vorbild für zahlreiche nachfolgende Bildungsinstitute.

## Entstehung
Die Schule wurde von Valentin Haüy gegründet und nahm 1784 ihre Bildungsarbeit auf, zunächst noch als königliches Institut unter dem ersten Namen Institut Royal des Jeunes Aveugles. Valentin Haüy war von der blinden Konzertpianistin Maria Theresia Paradis derart beeindruckt gewesen, dass er sich für die Ausbildung von Blinden einzusetzen begann. Marie Theresia Paradis hatte auf ihrer Konzertreise 1784 in Paris das Klavierkonzert KV 456 gespielt, das Wolfgang Amadeus Mozart für sie komponiert hatte. Leopold Mozart meinte in einem Brief, er habe es „für die Paradis nach Paris gemacht“.
Erst am Ende des 18. Jahrhunderts entstand ein gesellschaftliches Interesse an der Bildung und Ausbildung von blinden Menschen. Bis dahin galten sie oft als nicht schulbar und fielen aus den edukativen Systemen heraus. Es wurde erkannt, dass mit der Sehbehinderung eine Schärfung und höhere Entwicklung der anderen Sinneswahrnehmungen einhergeht. Blinde Menschen sollten mehr gesellschaftliche Teilhabe erreichen oder wurden als besonders prädestiniert für bestimmte (berufliche) Tätigkeiten erkannt. Eine Schlüsselfigur des Wandels in der Blindenpädagogik war Sébastien Guillié. Er gründete die erste ophthalmologische Klinik in Frankreich und wurde der erste Schulleiter des Instituts in Paris.
Louis Braille, der Erfinder der auf dem Tastsinn basierenden Blindenschrift, der Brailleschrift, besuchte die Schule ab 1819 und lehrte später selbst dort.

## Musikalische Bildung
Man begann, in umfassender und systematischer musikalischer Bildung die besondere Musikaffinität zu fördern, welche blinde Menschen entwickeln können. Die gute Ausprägung von Hörsinn, Tastsinn und Gedächtnisleistung verschafft hier in einigen Belangen Vorteile. In den verschiedensten künstlerischen Instrumentalbereichen wurde unterrichtet, aber auch z. B. musikhandwerklich ausgebildet zum Klavierstimmer.     

## Ausbildung von Organisten
Die erste Orgelklasse zur Ausbildung von Organisten wurde 1826 eingerichtet. Schon 1833 hatten 14 Absolventen der Ausbildung Anstellungen als Kirchenorganisten. Der Bildungsstrang weitete sich aus. Der selbst blinde Orgellehrer Louis Lebel (1831–1888) und seine Folgegeneration mit Adolphe Marty (Orgel und Komposition) und Albert Mahaut (Harmonielehre) legten die pädagogische Grundlage für eine beachtliche Serie prominenter französischer Orgelvirtuosen. Marty unterrichtete von 1888 bis 1930; in dieser Zeit gingen unter anderem Louis Vierne, Augustin Barié, Paul Allix, André Marchal, Jean Langlais, Gaston Litaize und Antoine Reboulot als Absolventen aus dem Institut National hervor.